# Viscum cylindricum
Viscum cylindricum là một loài thực vật có hoa trong họ Santalaceae. Loài này được Polhill & Wiens miêu tả khoa học đầu tiên năm 1997.